# ペトロ三木
ペトロ三木（ペトロみき、1970年4月11日 -  ）は、日本の放送作家、タレント。三木 敦（みき あつし）の名でも活動している。

## 来歴・人物
東京大学経済学部卒。TBSラジオ『土曜裏ワイド宮川賢のラジオはナメるな』にて、橋本 ゲン名義で放送作家見習いとしてデビュー。
テレビ番組『行列のできる法律相談所』、『世界一受けたい授業』、『所さんの学校では教えてくれないそこんトコロ!』の構成を担当する他、日本テレビ『ジェネジャン』にもパネラーとして不定期出演していた。
クリスチャンであり、名前の「ペトロ」は洗礼名に因んでいる。

## タレントとしてのキャラクター
『ジェネジャン』では議論の場で相手の人間性を否定する様な発言を平然と言い放ったり、些細な発言に対してすぐ怒りだすなど、典型的な「自分に甘く、他人に厳しい」人物として出演していた。（番組内でのこれらの態度は宇梶剛士や杉本彩から非難され、彼等と揉めたこともある）そして収録後、必ず堂本光一から怒られていた。
自身が東京大学出身であることに強い誇りを持っているナルシスト。一方で、フリーライター（同業者）の奥山貴宏の死を深く悲しみ、涙を流す情に厚い一面を見せたことがある。しかし『ジェネジャン』で奥山の死を最近知ったと言ったふかわりょうに対しては一転して憎悪に近い感情で激怒して一方的に罵倒、挙げ句の果てには暴力行為を取ろうとしたことで、他の出演者から強く批判されていた。